# Чарново (Остроленцький повіт)
Чарново (пол. Czarnowo) — село в Польщі, у гміні Ґоворово Остроленцького повіту Мазовецького воєводства.
Населення — 271 особа (2011).
У 1975—1998 роках село належало до Остроленцького воєводства.

## Демографія
Демографічна структура станом на 31 березня 2011 року:
|          | Загалом | Допрацездатний вік | Працездатний вік | Постпрацездатний вік |
| -------- | ------- | ------------------ | ---------------- | -------------------- |
| Чоловіки | 140     | 31                 | 90               | 19                   |
| Жінки    | 131     | 23                 | 69               | 39                   |
| Разом    | 271     | 54                 | 159              | 58                   |